# Èfeta
Un èfeta (en grec antic ἐφέτης) a l'antiga Grècia era un membre d'un tribunal d'Atenes constituït per jutjar certs casos d'homicidi.
N'hi havia 51 en total i eren anomenats οἱ πεντήκοντα καὶ εἷς («oí pentékonta kai eís», ‘els cinquanta més un’), seleccionats entre les més nobles famílies. Havien de tenir més de cinquanta anys i constituïen un tribunal molt antic. La seva creació va ser atribuïda a Dracó d'Atenes, segons diu Juli Pòl·lux. Plutarc diu que en temps de Soló ja coexistien el tribunals dels èfetes i el de l'areòpag, eren tribunals diferents i el dels èfetes es va constituir per pressió popular, perquè l'areòpag estava en mans dels aristòcrates. Però el nou tribunal el formaven als seus inicis persones de la família dels Eupàtrides, i no va satisfer a ningú. El tribunal tenia cinc corts segons la natura de les causes que havia de jutjar.
Sembla que els casos que veien tenien a veure amb el vessament de sang, no només amb l'homicidi, i es tractaven més des d'un punt de vista religiós i no tant com un delicte contra la societat. Establien rituals de purificació, exilis, i reconciliació amb els parents del mort. Prenien també decisions en cas de fugida de l'assassí i en casos d'homicidi justificat o accidental. Per als casos d'assassinat intencionat la pena era de mort. Juli Pòl·lux diu que aviat van perdre les seves funcions, i que cap al segle iv aC ja pràcticament no actuaven.